# 白牛镇
白牛乡，是中华人民共和国河南省南阳市邓州市下辖的一个乡镇级行政单位。

## 行政区划
白牛乡下辖以下地区：
白东村、窦堂村、盛营村、何庄村、庄子村、秦杨营村、白西村、栗扒村、干渠村、前张村、故事桥村、扇刘村、竹筲陂村、万庄村、严陵村、土楼村、单桥村、西刘楼村、娘娘庙村、河南郭庄村、谷社村、薛营村、邵营村和周沟村。